# 울산예술고등학교
울산예술고등학교(蔚山藝術高等學校)는 대한민국 울산광역시 울주군 웅촌면 대복리에 위치한 사립 고등학교이다.

## 학교 연혁
- 1992년 4월 28일 : 학교법인 "예일학원" 설립인가
- 1992년 4월 28일 : 초대 황우춘 이사장 취임
- 1993년 1월 18일 : 울산예술고등학교(예술계 특목고) 설립인가 15학급 문예창작과 1, 미술과 2, 음악과 1, 무용과 1
- 1993년 3월 1일 : 제1대 황우춘 교장 취임
- 1993년 3월 9일 : 개교 및 신입생 입학식(236명)
- 2002년 5월 30일 : 예술계 특목고 자율학교 지정
- 2003년 5월 2일 : 예림관 신축개관(홀 558석) 준공검사
- 2011년 3월 1일 : 울산예술고등학교 영재예술연구소 설립
- 2011년 6월 13일 : 무용관 준공
- 2012년 4월 1일 : 역사관 개관
- 2013년 4월 25일 : 무용관 연결공사 준공
- 2021년 7월 7일 : 예술계열 일반고 전환 승인
- 2024년 11월 16일 : 제18기 예술영재원 수료(총 수료생 977명)
- 2024년 12월 20일 : 제30회 졸업식(총 졸업생 3,589명)
- 2025년 3월 1일 : 제4대 최소자 이사장 취임
- 2025년 3월 1일 : 제4대 황기태 교장 취임
- 2025년 3월 20일 : 급식실 및 음악관 준공

## 설치 학과
- 무용과
- 음악과
- 미술과

## 참고 자료
- 울산예술고등학교 - 한국교육학술정보원 학교알리미